# Paradorydium quadrigonum
Paradorydium quadrigonum är en insektsart som beskrevs av Naudé 1926. Paradorydium quadrigonum ingår i släktet Paradorydium och familjen dvärgstritar. Inga underarter finns listade i Catalogue of Life.